# 1972年葡萄牙總統選舉
在新国家政权统治下，最后一次总统选举于1972年7月25日举行，这是唯一一次不由已故总理安东尼奥·德·奥利维拉·萨拉查控制的选举，最后一次国民议会选举是在第二年举行的，距离康乃馨革命不到一年。执政的人民国民行动的现任主席和前海军部长阿梅里科·托马斯得到国民议会的核可，开启第三个七年任期，理论上将于1979年7月25日结束，但实际上由于康乃馨革命的缘故，托马斯总统于1974年提前下台。

## 结果
| 候选人          | 得票数 | %    |
| --------------- | ------ | ---- |
| 阿梅里科·托马斯 | 616    | 92.1 |
| 无效票/空白票   | 53     | 7.9  |
| 总票数          | 669    | 100  |
| 来源：          |        |      |